# Stuart Legg
Pour les articles homonymes, voir Legg.
Pas d'image ? Cliquez ici

a Compétitions nationales et continentales officielles uniquement.

b Matchs officiels uniquement.
Dernière mise à jour le 4 décembre 2017.
Stuart Legg, né le 27 septembre 1975 à Solihull, est un joueur anglais de rugby à XV évoluant au poste d'ailier (1,85 m et 90 kg).

## Carrière
Il commence sa carrière professionnelle à Newcastle, aux côtés notamment de Jonny Wilkinson. En 2000, il signe à Biarritz et devient champion de France en 2002, délivrant la passe décisive pour le drop de Laurent Mazas en fin de match. En 2003, il rejoint Trévise où il dispute quatre saisons.

## Palmarès

### Avec Newcastle
- Championnat d'Angleterre de première division : 
  - Vainqueur (1) : 1998

### Avec Biarritz
- Championnat de France de première division : 
  - Champion (1) : 2002
- Coupe de la Ligue : 
  - Finaliste (1) : 2002

### Avec Trévise
- Championnat d'Italie de première division : 
  - Vainqueur (2) : 2004 et 2006
- Coupe d'Italie : 
  - Vainqueur (1) : 2005